# Chad Bannon
Chad Bannon (ur. 13 listopada 1970 w Denver) – amerykański aktor telewizyjny i filmowy, także erotyczny, kulturysta, model, znany także jako Chad Ullery.

## Życiorys
Urodził się w Denver w stanie Kolorado.
Karierę w showbiznesie rozpoczął od pracy jako fotomodel. W czerwcu 1994 i we wrześniu 1996 ukazała się jego sesja zdjęciowa autorstwa Colt Studios w magazynie dla kobiet „Playgirl”. W październiku 1995 znalazł się na okładce pisma „Advocate Men”. Był także na okładkach: „Stallion” (w marcu 1993), „Mandate” (we wrześniu 1993), „Exercise” (w sierpniu 1997), „Dude” (w sierpniu 2000).
Debiutował przed kamerami pod pseudonimem Todd Marshall w filmie pornograficznym Chi Chi LaRue Behind the Barn Door (1993), gdzie zagrał seksualnego partnera Bo Summersa. 
Po gościnnym udziale w operze mydlanej dla młodzieży Fox Beverly Hills, 90210 (1997) i sitcomie CBS Krok za krokiem (1997), wystąpił w komedii Odlotowy duet (A night at the Roxbury, 1998) z Chrisem Kattanem, Richardem Grieco i Willem Ferrellem. Pojawił się jako D.O.A. w serialu sportowym Battle Dome (1999), a także w nieznacznych rolach w projektach hollywoodzkich takich jak Planeta małp (Planet of the Apes, 2001) Tima Burtona u boku Marka Wahlberga, Heleny Bonham Carter i Tima Rotha, Domu tysiąca trupów (House of 1000 Corpses, 2003) Roba Zombie w roli bandyty Killer Karla oraz w teledysku zespołu Megadeth „Head Crusher” (2009).

### Kariera sportowa
W swojej karierze w latach 2002-2003 zaliczył epizod w walkach na zasadach K-1 i MMA.
| Wynik   | Przeciwnik         | Rozstrzygnięcie     | Rozgrywki                          | Data       | Runda | Czas | Uwagi                 |
| ------- | ------------------ | ------------------- | ---------------------------------- | ---------- | ----- | ---- | --------------------- |
| Wygrana | Rick Collup        | KO                  | King of the Cage 18: Sudden Impact | 01.11.2002 | 1     | 0:20 | walka na zasadach MMA |
| Porażka | Tatsufumi Tomihira | Jednogłośna decyzja | K-1 Beast 2003                     | 06.04.2003 | 3     | 3:00 | walka na zasadach K-1 |

## Filmografia

### Filmy fabularne
| Rok  | Tytuł                                              | Rola                       | Reżyser          |
| ---- | -------------------------------------------------- | -------------------------- | ---------------- |
| 1993 | Behind the Barn Door (Catalina Video Distributors) | Jack                       | Scott Masters    |
| 1994 | Best of Bo Summers (Catalina Video Distributors)   | Jack                       | Scott Masters    |
| 1996 | White Men With Big Dicks (Jet Set Productions)     | Chad Anthony               | John Summers     |
| 1996 | Kill Madonna                                       |                            |                  |
| 1998 | Assume the Position (Leisure Time Entertainment)   | Todd Marshall              |                  |
| 1998 | Odlotowy duet (A Night at the Roxbury)             | bramkarz w New Club        | John Fortenberry |
| 2001 | Planeta małp (Planet of the Apes)                  | małpi żołnierz/łowca ludzi | Tim Burton       |
| 2003 | Dom tysiąca trupów (House of 1000 Corpses)         | Killer Karl                | Rob Zombie       |
| 2006 | Butt Bang Boys 4 (Bacchus Releasing)               | Chad Anthony               | John Summers     |
| 2009 | „Head Crusher” (teledysk Megadeth)                 | wojownik w klatce          | Patrick Kendall  |
| 2010 | „Bullets in the Gun” (wideoklip Toby’ego Keitha)   | Lightning                  | Michael Salomon  |

### Seriale TV
- 1997: Beverly Hills, 90210 jako striptizer
- 1997: Krok za krokiem (Step by Step) jako Frankie
- 1997: The Eddie Files jako tęgi policjant
- 1999: Battle Dome jako D.O.A.
- 1999: Niebieski Pacyfik (Pacific Blue) jako Wall
- 1999: V.I.P. jako silny mężczyzna

### Gry komputerowe
- 2000: Deus Ex w różnych rolach głosowych